# Ewa Björling
Ewa Helena Björling, född Klippmark 3 maj 1961 i Motala, är en svensk politiker (moderat), som var Sveriges handelsminister mellan 12 september 2007 och 3 oktober 2014. Från 2010 till 2014 var hon också nordisk samarbetsminister. Hon var ordinarie riksdagsledamot 2002–2014, invald för Stockholms läns valkrets.

## Biografi
Björling är utbildad tandläkare samt medicine doktor och docent i virologi. Tidigare har hon bland annat varit verksam vid Institutionen för mikrobiologi, tumör- och cellbiologi (MTC) vid Karolinska Institutet i Solna.

### Handelsminister
Björling tillträde som Sveriges handelsminister den 12 september 2007.
Den 10 december 2012 hotade Björling med "krig" mot Europeiska Unionen ifall man förbjuder försäljningen av svenskt snus inom unionen. Björling menade att cigaretter, som är hälsofarligare än snus, således också borde förbjudas vilket inte funnits med i diskussionerna alls. Den 13 december 2012 i samband med ett möte i Bryssel, Belgien uttryckte sig statsminister Fredrik Reinfeldt om att ordet "krig" inte var ett lämplig ordval i samband med att Europeiska Unionen samma vecka mottagit Nobels fredspris.
Den 11 december 2012 godkände Europeiska parlamentet lagen om ett enhetligt Europeiskt patent, vilken Björling varit en stor förespråkare och utvecklingsdeltagare för.

### Andra uppdrag
Björling har varit ledamot i Försäkringskassans och Sidas styrelser, ersättare i Gentekniknämnden och ordförande i svenska delegationen för EMPA (Euro-Med Parlamentary Assembly) samt ordförande i Nationella rådet för HIV-prevention.

### Privatliv
Björling är gift och har två barn.